# Eva León Conde
Eva León Conde (Madrid, 14 de gener de 1948) és una actriu espanyola.

## Biografia
Germana de la cantant Rosa León, després d'acabar el Batxillerat va cursar estudis d'Art Dramàtic. El 1967 contreu matrimoni amb l'actor Andrés Resino (1940 - 2011), del qual es divorciaria anys després i amb qui tindria dues filles, Mercedes - presentadora de TV i actriu - i Ana.
La seva carrera com a actriu cinematogràfica està centrada molt especialment en la dècada dels setanta, i compta sobretot amb comèdies (Antonio Ozores, Ramón Fernández, Pedro Masó), i thrillers.
Durant aquesta etapa compagina la seva activitat cinematogràfica amb la seva carrera sobre els escenaris, especialment en el gènere de la Revista i music-hall.
Amb posterioritat la seva trajectòria es va anar apartant de la pantalla gran (encara que amb alguna incursió notable com Las cosas del querer, 1989 de Jaime Chávarri) i se centra més en teatre (Mi marido no funciona, 1977; Abracadabra 40, 1979; Las desempleadas, 1980) i televisió (El hotel de las mil y una estrellas, 1978-1979; Médico de familia, 1995; Cine de barrio, 1999-2003). El primer dels programes de televisió esmentats, va ser retirat de la pantalla a causa d'un strip-tease realitzat per l'actriu el febrer de 1979.

## Filmografia
- Héroes de cartón (2001)
- Don Jaume, el conquistador (1994)
- El abuelo, la condesa y Escarlata la traviesa (1992)
- Las cosas del querer (1989)
- Pasodoble (1988)
- Las chicas del tanga (1987)
- Les amazones du temple d'or (1986)
- La mansión de los muertos vivientes (1985)
- ¿Cuánto cobra un espía? (1984)
- La gran quiniela (1984)
- Bahía Blanca (1984)
- Voces de muerte (1983)
- Chispita y sus gorilas (1982)
- Un Rolls para Hipólito (1982)
- Con el culo al aire (1980)
- El caminante (1979)
- Estimado Sr. juez... (1978)
- Casa de citas (1978)
- Me siento extraña (1977)
- Virilidad a la española (1977)
- El francotirador (1977)
- Mayordomo para todo (1976)
- Inquisición (1976)
- La otra alcoba (1976)
- El señor está servido (1976)
- Mi mujer es muy decente, dentro de lo que cabe (1975)
- Muerte de un quinqui (1975)
- Los pasajeros (1975)
- El vicio y la virtud (1975)
- Dormir y ligar: todo es empezar (1974)
- Odio mi cuerpo (1974)
- Celos, amor y Mercado Común (1973)
- Autopsia (1973)
- Casa Flora (1973)
- Los ojos azules de la muñeca rota (1973)
- Lo verde empieza en los Pirineos (1973)
- Vudú sangriento (1973)
- La cera virgen (1972)
- Mil millones para una rubia (1972)